# Estação Waldomiro Lobo
Waldomiro Lobo é uma das estações do Metrô de Belo Horizonte, situada no entroncamento dos bairros Tupi, Heliópolis, São Bernardo e Minaslândia. Foi inaugurada em 2002, sendo a última estação da rede de metrô de Belo Horizonte construída até hoje.

## História
A estação Waldomiro Lobo apareceu nos projetos de expansão da Linha 1 do Metrô de Belo Horizonte em 1998. Através do levantamento de US$ 197,34 milhões (sendo US$ 99 milhões do Bird e US$ 98,34 milhões de investimento do Tesouro Nacional), a CBTU ampliou a Linha 1 em 6,6 km de extensão entre São Gabriel e Vilarinho, incluindo a estação Waldomiro Lobo. Realizadas entre 1999 e 2002, as obras da estação Waldomiro Lobo foram entregues em julho de 2002.